# Châteauguay

Châteauguay é uma cidade do Canadá, localizada na província de Quebec, e parte da região metropolitana de Montreal. Sua população é de 41 003 habitantes (segundo o censo nacional de 2001).